# Gemeaux
Gemeaux – miejscowość i gmina we Francji, w regionie Burgundia-Franche-Comté, w departamencie Côte-d’Or.
Według danych na rok 1990 gminę zamieszkiwało 666 osób, a gęstość zaludnienia wynosiła 34 osoby/km² (wśród 2044 gmin Burgundii Gemeaux plasuje się na 359. miejscu pod względem liczby ludności, natomiast pod względem powierzchni na miejscu 456.).